# Gåssjön, Hälsingland
Gåssjön är en sjö i Hudiksvalls kommun i Hälsingland och ingår i Delångersåns huvudavrinningsområde. Sjön är 5,6 meter djup, har en yta på 0,103 kvadratkilometer och är belägen 209 meter över havet.

## Delavrinningsområde
Gåssjön ingår i det delavrinningsområde (686514-152468) som SMHI kallar för Utloppet av Gåssjön. Medelhöjden är 255 meter över havet och ytan är 1,08 kvadratkilometer. Räknas de 2 avrinningsområdena uppströms in blir den ackumulerade arean 12,55 kvadratkilometer. Vattendraget som avvattnar avrinningsområdet har biflödesordning 4, vilket innebär att vattnet flödar genom totalt 4 vattendrag innan det når havet efter 74 kilometer. Avrinningsområdet består mestadels av skog (83 procent). Avrinningsområdet har 0,2 kvadratkilometer vattenytor vilket ger det en sjöprocent på 3,1 procent.